# 博揚·杜布列維奇
博揚·杜布列維奇（羅馬化：Bojan Dubljević，1991年10月24日—），黑山籃球運動員。他現在效力於西班牙球隊瓦倫西亞籃球俱樂部。他也代表黑山國家男子籃球隊參賽。